# Scleria atroglumis
Scleria atroglumis är en halvgräsart som beskrevs av David Alan Simpson. Scleria atroglumis ingår i släktet Scleria och familjen halvgräs. Inga underarter finns listade i Catalogue of Life.